# Leucoptera puerariella
Leucoptera puerariella là một loài bướm đêm thuộc họ Lyonetiidae. Nó được tìm thấy ở Nhật Bản (Honshu, Kyushu).
Sải cánh dài 4–5 mm. Con trưởng thành bay từ the end of tháng 7 và again from tháng 5. There are two to three generations per year.
Ấu trùng ăn Pueraria lobata. Chúng ăn lá nơi chúng làm tổ. 